# Béziers Volley 2012-2013
Questa voce raccoglie le informazioni riguardanti il Béziers Volley nelle competizioni ufficiali della stagione 2012-2013.

## Organigramma societario
Area direttiva
- Presidente: Jean-Paul Cristofoli

Area tecnica
- Allenatore: Cyril Ong
- Allenatore in seconda: Fabien Simondet

## Rosa
| N° | Nome                | Ruolo | Data di nascita   | Nazionalità sportiva |
| -- | ------------------- | ----- | ----------------- | -------------------- |
| 1  | Ludmilla da Silva   | S     | 19 ottobre 1984   | Brasile              |
| 2  | Valentine Mortreux  | C     | 17 febbraio 1992  | Francia              |
| 4  | Alessandra Guerra   | S     | 5 aprile 1971     | Brasile              |
| 5  | Ana Correa          | C     | 19 gennaio 1985   | Spagna               |
| 6  | Lucie Deukelaire    | L     | 26 maggio 1993    | Francia              |
| 7  | Alesha Deesing      | C     | 10 settembre 1985 | Stati Uniti          |
| 8  | Anja Zdovc          | S     | 24 agosto 1987    | Slovenia             |
| 9  | Pauline Soullard    | C     | 24 aprile 1985    | Francia              |
| 10 | Patricia Aranda     | P     | 27 giugno 1979    | Spagna               |
| 12 | Laurianne Delabarre | P     | 24 aprile 1987    | Francia              |
| 16 | Hélène Schleck      | S     | 13 maggio 1986    | Francia              |
| 18 | Alexandra Rochelle  | L     | 14 dicembre 1983  | Francia              |